# Восход (газета)
«Восход» — русскоязычная объединённая общественно-политическая газета города Ишимбая и Ишимбайского района.
Аудиторией газеты являются администрация города Ишимбая, администрация Ишимбайского района, предприятия, учреждения, организации, бизнес-структуры, общественные учреждения, население — главным образом в возрасте от 35 лет и старше.

## История издания
Меньше чем через месяц после открытия ишимбайской нефти, 6 июня 1932 года, назначенный редактором А. А. Вязовцев начал издавать на русском языке газету «Башкирская вышка» (приложение к стерлитамакской районной газете «За пятилетку»). Эта дата является основанием газеты «Восход». Почти одновременно стала выходить газета на башкирском языке — «Башкортостан вышкахы» — 5 августа 1932 года. Первыми редакторами были Антонов, Байдавлетов, Валитов, Гальчин, Ежов, Колегов, Кочетов, Кириллов, Ларин, Нефёдов и Селивёрстов.
8 октября 1948 года газета «Башкирская вышка» переименовывается в «Ишимбайский нефтяник», преемственность которой была сохранена.
В октябре 1963 года газета прекращает своё существование. В 1963—1964 годах салаватская газета «Ленинский путь» стала единой для городов Ишимбая и Салавата.
При образовании Ишимбайского района, «Ленинский путь» вновь стал публиковаться только в Салавате, а с 16 апреля 1965 года в городе Ишимбае и Ишимбайском районе вышел в свет первый номер газеты «Восход». На первой странице было опубликовано "К читателям газеты «Восход»: «Уважаемые читатели, сегодня вы раскрываете первый номер газеты „Восход“. Он является продолжением „Ишимбайского нефтяника“. На страницах новой газеты вы будете читать материалы о жизни города и села, о работе предприятий, колхозов, совхозов».
Главная тема газеты с 1965 по 1990 годы — тема труда. Существовали рубрики: «Пятилетка шагает по стране», «Пятилетка Башкирии» «Пятилетка Ишимбая» и т. д. Большое внимание уделялось развитию движения соцсоревнования, движения за звание коллективов и ударников комтруда, рационализаторскому и новаторскому движению.
В семидесятых годах при редакции газеты «Восход» работала школа молодых журналистов. Преподавали там почти по вузовской программе журналисты Р. Г. Габидуллин, Д. Т. Александрова, Г. А. Альмухаметова и Е. П. Асабин.
Полосы в 80-х годах отводились организационным в городе «Урокам новаторства», «Дням новатора». Для освещения работы лучших мастеров труда коллективов существовала рубрика «Трибуна передового опыта».
С 1992 года газета стала народной. С 18 февраля 1993 года начато печатание документов из архивов бывшего КГБ под названием «Возвратим доброе имя», появились материалы об испытании на территории бывшего СССР атомного оружия: «Исповедь атомного солдата» и др. С 10 июня 2000 года «Народная газета» была переименована на «Общественно-политическую газету», а девизом стали слова: «Согрей лучами доброты».
В 2008 году газета «Восход» разработала и осуществила проект вокального конкурса, определив лучших певцов эстрадной, народной и башкирской песни среди детей младшей, средней и старшей возрастных групп города и района. Совместно с Ишимбайским историко-краеведческим музеем приступила к осуществлению информационно-исторического проекта «Звёзды Ишимбая», посвящённый предстоящему 70-летию города Ишимбая, памяти земляков, внёсших большой вклад в развитие своей малой родины.

## Редакторы «Восхода»
С 1932 года по нынешний период у газеты «Восход» сменилось немало редакторов:
- 6 июня 1932 — 9 августа 1932 — Вязовцев, А. А. (редактор газеты «Башкирская вышка»).
- 9 августа 1932 — 22 января 1933 — Демидович (редактор газеты «Башкирская вышка»).
- 18 марта 1933 — 8 сентября 1936 — Тихонов (редактор газеты «Башкирская вышка»).
- 30 ноября 1936 — 20 октября 1937 — Ламкина, Н. (редактор газеты «Башкирская вышка»).
- 20 октября 1937 — 28 декабря 1942 — Половинкина, М. (редактор газеты «Башкирская вышка»).
- 1 января 1943 — 13 августа 1944 — Лимарк, Д. (редактор газеты «Башкирская вышка»).
- 3 июля 1944 — 1 января 1951 — Рузанкина, В. А. (редактор газет «Башкирская вышка» и «Ишимбайский нефтяник»)
- 4 июля 1951 — 15 мая 1955 — Платонов, Ф. Ф. (редактор газеты «Ишимбайский нефтяник»).
- 17 августа 1955 — 12 июля 1959 — Кушева, А. Т. (редактор газеты «Ишимбайский нефтяник»).
- 27 июля 1959 — 13 июля 1962 — Буянова, И. Г. (редактор газеты «Ишимбайский нефтяник»).
- 12 августа 1962 — 5 мая 1963 — Объедкова, В. А. (редактор газеты «Ишимбайский нефтяник»).
- 19 сентября 1963 — 14 апреля 1965 — Игошина, А. Л. (редактор газеты «Ленинский путь»).
- 18 апреля 1965 — 2 апреля 1968 — Голованов, Андрей Семёнович.
- 6 апреля 1968 — 13 августа 1968 — Александрова, Д. Т. (и. о.)
- 15 августа 1968 — 23 сентября 1971 — Бикметов, В. И.
- 25 сентября 1971 — 4 августа 1979 — Габидуллин, Р. Г.
- 30 августа 1979 — 24 мая 1980 — Прокопов, В. П. (и. о.)
- 27 мая 1980 — 9 августа 1984 — Тимербулатов, Зуфар Мухтарович
- 28 сентября 1984 — 22 марта 1986 — Муллакаев, М. Н.
- 28 августа 1986 — 8 января 1987 — Салаватов, Р. Х.
- 13 января 1987 — 25 июня 1987 — Коннова, Елена Петровна
- 7 июля 1987 — 29 августа 1991 — Хажиев, Ф. А.
- 16 октября 1991 — 20 июня 2000 — Живитченко, Эдуард Вячеславович.
- 22 июня 2000 — 20 ноября 2008 — Коннова, Елена Петровна.
- 20 ноября 2008 — 29 января 2009 — Гильманов, Ильгиз Миниаминович (и. о.).
- 29 января 2009 — 14 сентября 2009 — Гильманов, Ильгиз Миниаминович.
- 14 сентября 2009 — 11 июня 2010 — Умитбаев, Анвар Флюрович (и. о.).
- с 11 июня 2010 по сегодняшний день — Умитбаев, Анвар Флюрович.

## Современная газета
Газета «Восход» осуществляет свою деятельность на основании свидетельства о регистрации средства массовой информации ПИ № ТУ 02-00459 от 29 марта 2011 года, выданное Федеральной службой по надзору за соблюдением законодательства в сфере массовых коммуникаций и охране культурного наследия.
Учредителем газеты является ГУП РБ «Издательский дом „Республика Башкортостан“».
Газета «Восход» распространяется в городе Ишимбае и Ишимбайском районе преимущественно по подписке, а также продаётся в киосках печати. «Восход» печатает информацию о социальной, экономической, культурной, спортивной жизни города Ишимбая. На её страницах — не только информационная панорама, но и комментарии к фактам, размышления горожан.
В «Восходе» публикуются официальные документы Ишимбайского горсовета и администрации г. Ишимбая, Ишимбайского райсовета и администрации Ишимбайского района.
Газета выходит три раза в неделю в формате А3: во вторник, в четверг и в пятницу. Во вторник и в четверг — на 4-х страницах (полосах) в чёрно-белом исполнении (в четверг — первая и последние полосы полноцветные), в пятницу — на 16 полосах в цветном исполнении, с программой ТВ, рекламой и объявлениями. Пятничный номер до 1000 экз. расходится в свободной продаже.
В советские годы газета печаталась в Ишимбайской городской типографии, ныне печатается в Стерлитамакской городской типографии и частной типографии в городе Салавате.